# Europa Park
O Europa-Park é o segundo mais visitado parque temático da Europa, logo a seguir à Disneyland Park da Disneyland Paris.
Inaugurado em 1975, o parque pertence e é gerido pela família Mack, construtores de montanhas-russas desde 1921. Localizado em Rust, uma pequena vila do sudoeste da Alemanha, entre os distritos de Freibourg e Strasbourg, o Europa-Park é o maior parque de atrações do país, cujo espaço é igual ao de 95 hectareas.  
No Europa-Park encontram-se algumas das atrações desenhadas e projectadas pela empresa Mack Rides, sendo exemplos a montanha-russa Euro-Mir e Atlantica SuperSplash.
Uma das atrações que vai contra este requisito é a imagem de marca do Europa-Park, a montanha-russa Silver Star.